# Хафиз, Бахига
Бахига Хафез (араб. بهيجة حافظ‎; 4 августа 1912 или 25 августа 1904, Александрия — 13 декабря 1983, Каир) — египетская актриса, сценаристка, композитор, режиссёр, редактор и продюсер.

## Личная жизнь
Бахига Хафиз родилась и выросла в Александрии, Египет, в аристократической семье, связанной с монархической династией Египта. Хафиз начала заниматься музыкой в Каире, а затем продолжила изучение музыкальной композиции в Париже, обучаясь игре на фортепиано в консерватории. Говорила на французском, арабском и других языках, являлась наследницей египетского Паши.
После возвращения в Египет жила в Каире, где проводила литературные салоны. Также по возвращении в Египет Хафиз выпустила музыкальный альбом под названием «Bahiga», который транслировался на местных радиостанциях.
В 1930 году она снялась в фильме «Зейнаб». За съёмки в фильме семья лишила её наследства, поскольку в то время работа в кино считалась постыдной, особенно для человека с её высоким социальным статусом.

## Карьера
Хафиз часто называют одной из первых женщин в египетском кино.
Она начала свою карьеру в кино как актриса, сыграв главную роль в немом фильме «Зейнаб» (1930) режиссёра Мохамеда Карима к которому она также написала музыку. Карим искал особенно женственное лицо для главной роли и после встречи с Хафезом на вечеринке предложил ей главную роль Сам фильм пользовался большой популярностью. Её участие в этом проекте вызвало у неё интерес к работе в кино.
В 1932 году Хафиз основала кинокомпанию Fanar Films. Вместе с Fanar Films Хафиз была сорежиссёром фильма «Аль-Дахайя» (1932), в котором она также сыграла главную роль. Она также была художником по костюмам, композитором и редактором фильма. Через 3 года переделала фильм со звуком.
Первым сольным фильмом Хафиз была картина «Laila bint al-sahara» (Лайла, девушка из пустыни), 1937 (альтернативное название: Laila bint al-Badawiyya), но он был выпущен только в 1944 году. Хафиз была режиссёром, продюсером (с Fanar Films), соавтором сценария, композитором и ведущей актрисой. Премьера фильма должна была состояться на Венецианском кинофестивале в 1938 году, но его запретили показывать в Египте из-за негативного изображения персов, особенно персидской королевской семьи; он должен был быть выпущен в Египте в том же году, когда состоялась свадьба шаха Персии и принцессы Египта Фавзии. Однако, фильм не имел большого успеха.
После того, как Хафиз некоторое время не работал в кино, режиссёр Салах Абу Сейф попросил её сыграть одну из принцесс в его фильме «Эль Кахира талатин» (1966), эта роль стала её последней в кино.
К сожалению, большая часть её работы как режиссёра была утеряна, и остались только упоминания о её работе. Копия её фильма « Ад-Дахая» была найдена в 1995 году.

## Дань уважения
4 августа 2020 года Google отметила 112-й день рождения Бахиги Хафез дудлом Google.

## Фильмография
| Год  | Название             | На русском               | Участие                                                       | Примечания                                       |
| ---- | -------------------- | ------------------------ | ------------------------------------------------------------- | ------------------------------------------------ |
| 1930 | Zeinab               |                          | Актриса, композитор                                           | Первая актёрская роль Хафиз                      |
| 1932 | al-Dahaya            | Жертвы                   | Актриса, содиректор, художник по костюмам, редактор, продюсер | Немой фильм — режиссёр Ибрагим Лама              |
| 1934 | el Ittihâm           | Обвинение                | Актриса, продюсер                                             | От режиссёра Марио Вольпи                        |
| 1935 | al-Dahaya            | Жертвы                   | Актриса, режиссёр, продюсер                                   | Ремейк фильма 1932 года со звуком                |
| 1937 | Laila bint al-sahara | Лайла Девушка из пустыни | Актриса, композитор, со сценарист, режиссёр, продюсер         | Альтернативные названия: Laila bint al-Badawiyya |
| 1944 | Layla al-Badawiyya   | Бедуин Лайла             | Актриса, композитор, сосценарист, режиссёр, продюсер          | Переиздание оригинального фильма                 |
| 1947 | Zahra                |                          | Актриса, продюсер                                             | Альтернативное название: Зохра                   |
| 1966 | el Qâhirah talâtîn   | Каир 30                  | Актриса                                                       | От режиссёра Салаха Абу Сеифа                    |